# Кам'янець-Подільський державний історичний музей-заповідник

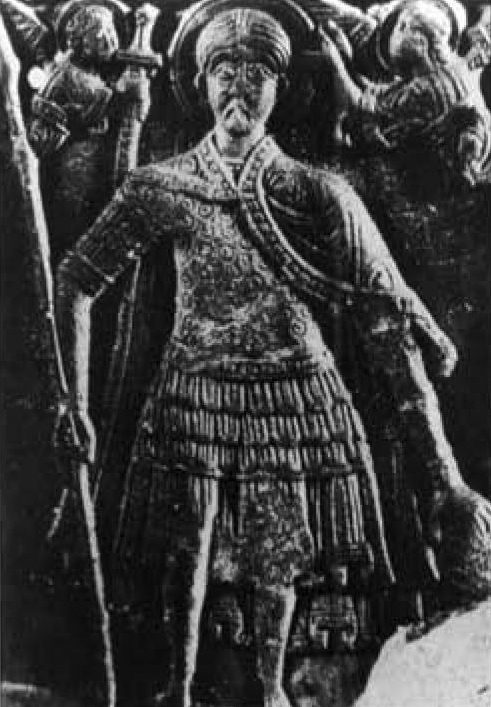
Кам'яна ікона святого Димитрія. Початок XIII століття

Кам'яне́ць-Поді́льський держа́вний істори́чний музе́й-запові́дник — музей у місті Кам'янець-Подільський Хмельницької області. Внесений до міжнародного реєстру визнаних всесвітніх музеїв

## Історія
Заснований 30 січня 1890 року як «давньосховище» старожитностей на базі зібраних членами Комітету пам'яток з історії й культури Поділля та здійснених ними численних описів міст, містечок і сіл губернії. З початку свого існування музей формувався як краєзнавчий заклад, що зосереджував різноманітні матеріали та відомості з місцевої історії, природи, народного побуту і мистецтва. 1903 у зв'язку з перетворенням Комітету на Подільське церковне історико-археологічне товариство відповідно змінилася й назва заснованого при ньому музею. Очолював обидві інституції відомий дослідник Поділля Ю.Сіцінський, який уклав та опублікував (1904, 1909) детальні описи пам'яток музею (понад 7,5 тис. одиниць зберігання). Поряд із церковними старожитностями (бл. 2 тис. одиниць зберігання) найзначнішими були колекції пам'яток археології та історії (бл. 3,5 тис. одиниць зберігання), етнографії (понад 1 тис. одиниць зберігання), «мови і письма» (бл. 1 тис. одиниць зберігання), образотворчого мистецтва (понад 600 одиниць зберігання). До збірок історичного змісту входили: нумізматична колекція; матеріали, пов'язані з соціально-економічним розвитком міст (діяльністю магістратів, ремісничих цехів і управ); підбірки стародавніх карт, планів, атласів губернії, деяких населених пунктів і фортець; грамоти й автографи відомих історичних осіб; рідкісні примірники рукописів і стародруків (16–17 ст.), у тому числі «Лексіконъ славеноросскій и именъ тлъкованіє» П.Беринди. У 1920-ті рр. пам'ятки зібрання увійшли до складу місцевого історико-археологічного музею (нині — Державний історико-культурний заповідник у Кам'янці-Подільському).
1937 року розмістився на території Старої фортеці.
29 червня 1990 року Петропавлівський костел заново відкрито для богослужіння.
1997 року фонди музею-заповідника перевезено у нові відреставровані приміщення. Директором музею стала Л. П. Станіславська.
Після капітального ремонту 1999 року в пам'ятці архітектури 18-19 ст. створено нову експозицію художнього відділу музею. Розпочато великий обсяг реставраційних робіт у баштах і підземеллях фортеці.
2001 року у залах колишнього Вірменського торгового будинку, пам'ятці архітектури 16-17 ст. побудована експозиція відділу археології.
Після проведення ремонту на 2-му поверсі Ратуші, музеєм відтворено інтер'єр середньовічних залів засідань.
У залах Ратуші музеєм побудовані експозиції відділів: «Історія грошового обігу на Поділлі», «Історія Магдебурзького права та самоврядування на Поділлі».
У 2006 році музейні працівники розпочали проведення нічних екскурсій у фортеці.
У 2008 році рішенням міськвиконкому, музею передано приміщення Вірменської криниці — пам'ятки архітектури XVII ст.
2009 року на території Старої фортеці відкрито нову історичну експозицію «Поділля у XX—XIX ст. ст.».
120 років з часу заснування Кам'янець-Подільського державного історичного музею-заповідника відзначили у 2010 році.
З 2011 року директор музею — Травінський Віктор Степанович. На баланс музею передано ТІЦ та Виставкову залу.

## Сьогодення
На сьогоднішній день музей обслуговує 8 об'єктів:
- Ратуша — колишній Польський магістрат (пам'ятка архітектури XIV—XVIII ст.)

- Галерея мистецтв — приміщення колишньої духовної семінарії (пам'ятка архітектури XVIII ст.)

- Відділ старожитностей — в минулому Вірменський торговий дім (пам'ятка архітектури XVII ст.)

- Старий замок (пам'ятка архітектури XII—XVIII ст.)

- Вірменська (Міська) криниця

- Фонди музею

- Виставкова зала — вул. Соборна, 29 а

- Кам'янець-Подільський Туристично-Інформаційний Центр

На об'єктах музею проводять екскурсії, семінари, святкують урочисті події, організовують театралізовані виступи (найвідомішим є театралізоване дійство «Нічна екскурсія в Старій фортеці» — проект, презентований відвідувачам 2006 року; за основу театралізованого дійства взяті історичні події та персонажі XVI—XVII ст.).

## Директори
- Мотрона Абрамівна Приходько (*1905)
- 9 лютого 1949 — 16 липня 1984 — Григорій Миколайович Хотюн;
- 17 липня 1984 — 1 грудня 1996 — Стефанія Едуардівна Баженова;
- 20 січня 1997 — 2011 — Людмила Павлівна Станіславська;
- 2011—2016 — Віктор Степанович Травінський;
- 2016—2025 — Заремба Олександр Олександрович;
- з 3 лютого 2025 року — Олександра Олександрівна Свиридюк[2].

У 1939–1941, 1945–1970 роках старшим науковим співробітником музею працювала етнограф Тамара Андріївна Сис.